# Still Young
Still Young är en låt framförd av Charlotte Perrelli i Melodifestivalen 2021, skriven av Bobby Ljunggren, Charlie Gustavsson, Thomas G:son och Erik Bernholm..
Låten som deltog i den tredje deltävlingen, gick direkt vidare till final. Väl i finalen slutade hon på åttonde plats.